# 村上英三
村上 英三（むらかみ えいぞう、1953年2月23日 - 2024年8月1日）は、日本の海事実業家。川崎汽船代表取締役社長を経て、同社取締役会長、日本船主協会副会長。

## 人物・経歴
兵庫県神戸市生まれ。1975年関西学院大学経済学部卒業、川崎汽船入社。2004年コンテナ船事業グループ長。2005年取締役コンテナ船事業グループ長に昇格。2007年常務執行役員。2009年代表取締役専務執行役員。2014年代表取締役副社長執行役員。朝倉次郎代表取締役社長とともに、経営危機にあった川崎汽船の再建にあたり、2015年からは朝倉の後任として代表取締役社長を務め、船舶契約の見直しなどを進めた。2019年取締役会長。日本船主協会副会長も務めた。
2024年8月1日、病気のため死去。71歳没。